# جاكوب اوفتيبرو
جاكوب اوفتيبرو (بالنرويجية: Jakob Oftebro)‏ (و. 1986  م) هو ممثل أفلام نرويجي، ولد في أوسلو.

## جوائز
حصل على جوائز منها:
- Nordic Language Prize  [لغات أخرى]‏ (2014).

## وصلات خارجية
- جاكوب اوفتيبرو على موقع IMDb (الإنجليزية)
- جاكوب اوفتيبرو على موقع ميتاكريتيك (الإنجليزية)
- جاكوب اوفتيبرو على موقع روتن توميتوز (الإنجليزية)
- جاكوب اوفتيبرو على موقع قاعدة بيانات الأفلام العربية
- جاكوب اوفتيبرو على موقع ألو سيني (الفرنسية)
- جاكوب اوفتيبرو على موقع أول موفي (الإنجليزية)
- جاكوب اوفتيبرو على موقع قاعدة بيانات الأفلام السويدية (السويدية)
- جاكوب اوفتيبرو على موقع قاعدة بيانات الفيلم (الإنجليزية)
- جاكوب اوفتيبرو على موقع كينوبويسك (الروسية)